# Krzysztof Tchórzewski (reżyser)
Krzysztof Tchórzewskiⓘ (ur. 26 lipca 1950 w Kielcach) – polski reżyser, scenarzysta i aktor. 

## Życiorys
Syn malarza i profesora Akademii Sztuk Pięknych, Jerzego Tchórzewskiego.
W 1973 roku ukończył historię sztuki na Uniwersytecie Warszawskim, a w 1979 roku ukończył reżyserię na PWSFTviT w Łodzi.
W 1991 roku został przewodniczącym Sekretariatu Kultury NSZZ „Solidarność”, a w latach 2003–2007 był członkiem zarządu SFP. Zrealizował wiele filmów dokumentalnych. Za film Stan wewnętrzny zdobył w 1989 dwie nagrody: Srebrne Grono i Nagrodę Prezydenta Gdyni.

## Filmografia

### Reżyseria
- 1978 – Bez znieczulenia (współpraca)
- 1981 – On, ona, oni[1]
- 1983 – Jedno z dwojga[1]
- 1981/1989 – Stan wewnętrzny[1]
- 1987 – Szkoła kochanków, czyli cosi fan tutte[1]
- 1991 – Przeklęta Ameryka[1]

### Scenariusz
- 1983 – Stan wewnętrzny
- 1987 – Szkoła kochanków, czyli cosi fan tutte
- 1991 – Przeklęta Ameryka

### Aktor
- 1979 – Kung-fu
- 1994 – Ptaszka

## Nagrody
- 1989 – Srebrne Grono za film Stan wewnętrzny w Łagowie na Lubuskim Leci Filmowym
- 1989 – Nagroda Prezydenta Gdyni za film Stan wewnętrzny w Gdyni na Festiwalu Polskich Filmów Fabularnych